# Clara (Cuqui) Nicola

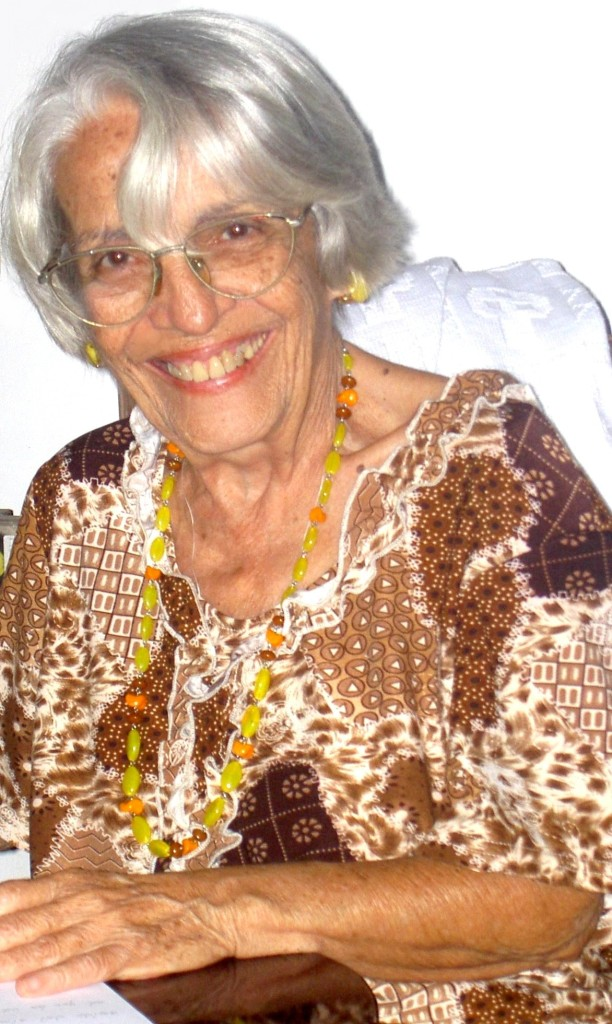
Clara (Cuqui) Nicola

Clara (Cuqui) Nicola (geboren am 22. März 1926 in Havanna; gestorben am 13. Juli 2017 ebenda) war eine kubanische klassische Gitarristin und Professorin.

## Leben
Clara (Cuqui) Nicola war die Tochter von Clara Romero de Nicola, einer renommierten Gitarristin und Begründerin der modernen kubanischen Gitarrenschule. Bei ihrer Mutter studierte sie Gitarre am Conservatorio Municipal de La Habana und nahm unter deren Leitung an Aktivitäten der „Sociedad Infantil de Bellas Artes“ (SIBA) teil, der Jugendabteilung der „Sociedad Pro-Arte Musical“, einer Initiative zur Förderung der Besten der kubanischen Kultur in den ersten Jahrzehnten des 20. Jahrhunderts.
In der zweiten Hälfte des 20. Jahrhunderts, nach der kubanischen Revolution im Jahr 1959, begann sie ihre Arbeit als Pädagogin am Conservatorio de Música Alejandro García Caturla in Havanna. Zusammen mit ihrem Bruder Isaac Nicola sowie anderen Gitarristen und Professoren wie Marta Cuervo, Marianela Bonet und Leopoldina Núñez arbeitete Nicola daran, eine einheitliche Methodik für alle Musikschulen in Kuba umzusetzen. Sie leistete einen wertvollen Beitrag zur Entwicklung eines nationalen pädagogischen Systems für die Gitarre. Leo Brouwer beschrieb sie als „Erbin einer Berufung, die sie mit Bescheidenheit und Weisheit ausübte“.
Nicola arbeitete als Professorin an der Escuela Nacional de Instructores de Arte (ENIA). Unter ihren Schülern befanden sich unter anderen der kubanische Jazzgitarrist Carlos Emilio Morales und der Komponist Edesio Alejandro.
Von 1967 bis 1968 war sie auch als Beraterin für Fernsehprogramme wie „Aficionados en TV“ tätig.
Clara Cuqui Nicola starb am 13. Juli 2017 nach einem Herzstillstand im Alter von 91 Jahren.
Ihr Neffe Noel Nicola (1946–2005) wurde als Singer-Songwriter bekannt.

## Auszeichnungen
Für ihre Arbeit erhielt sie unter anderem die Distinción por la Cultura Nacional (Auszeichnung für nationale Kultur), die Medalla por la Educación (Medaille für Bildung) und 2012 den Ehrenpreis des Cubadisco-Festivals.